# 離すな、魂の綱
『離すな、魂の綱!』（はなすな、たましいのつな、"Mental Rope", "Don’t Lose Your Soul", 놓지마 정신줄）とは、韓国のウェブコミック。

## 概要
韓国のウェブコミック配信サイト『NAVER WEBTOON』で連載されているウェブコミックで、シン・テフン（신태훈）が原作、ナ・スンフン（나승훈）が作画担当である。Webおよびモバイルアプリで見ることができ、毎週水曜日・土曜日更新。2009年8月27日から2016年7月25日にかけて連載され、続編（シーズン2）が2016年8月1日から2019年6月14日にかけて連載された。
日本語に翻訳されてLINEマンガでも掲載されたが、こちらは2020年時点では公開終了し閲覧不可能である。
韓国ではKBS 2TVにてアニメ化、JTBCにてドラマ化されている。
また、アニメ化にあわせてトゥーニバースにてモバイルサイトとアプリを通じて、主人公の綱男（韓国名：정신（精神））と妹の綱子（韓国名：정주리（ジュリ））が進行する「주리와 정신이의 연애 정신차려!!_ 놓지마 정신줄 라디오」というラジオ番組を配信した。

## 内容
エピソード形式の漫画である。登場人物の頭の上に精神の綱が下がっていて頭にはそれを握る手のようなものがある。その手を離すと精神の行をおいたことを意味する。また、登場人物はデフォルメされていたが、8頭身になってしばらく出てくることもある。ギャグが中心だが、韓国の問題である菓子過大包装や両親らの子供たちへの愛などを表すように、時々感動を与えたりする。

## キャラクター
綱男（つなお）/ 정신 (ジョン・シン)
主人公。大学生。
綱子（つなこ）/ 정주리 (ジョン・ジュリ)
綱男の妹。
イケ男 / 남훈 (ナンフン)
綱子の彼氏。イケメン。
ラキ / 대박순
綱子のクラスメイト。
きいちゃん / 일등이
綱子のクラスメイト。
母（はは）
綱男・綱子の母。元殺し屋。
父（ちち）
綱男・綱子の父。
二階堂アリス（にかいどう アリス） / 앨리스 김 (アリス・キム)